# Nukufetau
Nukufetau è un atollo situato nell'oceano Pacifico. Appartiene amministrativamente a Tuvalu, ha una superficie di 3,9 km² ed una popolazione di 536 abitanti (2012).
L'atollo è composto da 35 isolette (o motu):
- Asau, Faiava Lasi, Faiava Foliki, Fale, Funaota, Kogo Loto Lafaga, Lafanga, Matanukulaelae, Motufetau, Motulalo, Motuloa, Motulua, Motumua, Muliafua, Niualei, Niualuka, Niuatui, Niuatali, Niuelesolo, Niutepu, Oua, Sakalua, Savave, Teafatule, Teafuafaleniu, Teafualetia, Teafuamua, Teafuaniua, Teafuanonu, Teafuapolau, Teafuatutu, Teafuavea, Teafuone, Teafuatakalau, Temotuloto.